# Rachel Summerlyn
Rachel Summerlyn (Austin, 1º luglio 1986) è una wrestler statunitense meglio conosciuta per le sue apparizioni in SHIMMER, IWA Mid-South e Anarchy Championship Wrestling.
Attualmente lavora per diverse promotions indipendenti con base nel Nord America e anche nella stessa promotion tutta al femminile della Shimmer Women Athletes. È stata portata nel pro wrestling con la gimmick della nipote dell'ex wrestler professionista e Hall of Famer nel 1995 Ivan Putski.

## Carriera

### I primi anni
Rachel ha fatto il suo debutto come Rachel Putski e il 3 novembre 2006 ha preso parte al primo Queen of the Deatmatch Tournament dove è riuscita ad eliminare Vanessa Kraven nel primo round ma è finita con l'essere eliminata in semifinale dall'eventuale vincitrice dell'intero torneo Mickie Knuckles. Dopo il torneo ha cambiato il suo ring name a Rachel Summerlyn. Dopo aver saltato l'edizione successiva del torneo è tornata a prendervi parte nel Queen of the Deathmatch 2008. Ha sconfitto Annie Social nel primo round ma ha perso nelle semifinali contro la vincitrice Rebecca Payne. Il 4 maggio 2009 ha sconfitto Hailey Hatred, Daffney e Mickie Knuckles vincendo il secondo IWA-MS Volcano Girls Tournment. Il 21 giugno 2009 ha preso parte al primo annuale American Joshi Queen of Queens Tournament della Anarchy Championship Wrestling ma è stata eliminata nelle semifinali da Sara Del Rey.

### SHIMMER Women Athletes
Il 19 ottobre 2008, ai tapings del Volume 21 Rachel ha debuttato nello SPARKLE, il preshow della Shimmer Women Athletes dove ha sconfitto Sassy Stephie vincendo uno spot nel Main Roster. Nel Volume 22, registrato quella stessa sera, ha perso contro Amazing Kong. Il 2 maggio 2009 è tornata nello SPARKLE dove ha fatto coppia con Rayna Von Tash ottenendo una vittoria contro il team di Sassy Stephie e Kimberly Kash. Nel Volume 25 si è arresa a Cat Power in un Fatal 4 Way che ha visto anche incluse Ariel e Kellie Skater. Ha fatto una terza apparizione in SHIMMER in un Tag Team Match facendo coppia con Daffney contro le International Home Wrecking Crew. Rachel è stata schienata dopo che Daffney l'ha lasciata da sola nel quadrato. Più tardi ha pubblicamente affermato di volere un match con Daffney. L'ha vinto per DQ dopo che Daffney ha mantenuto una presa illegale su Rachel per più di cinque secondi.
Come parte del Volume 29 ha lottato LuFisto ma è stata squashata e dopo appena 4 minuti è stata costretta ad arrendersi ad una variante del Fujiwara Armbar. Più tardi quella sera, come parte del Volume 30, ha fatto coppia con Jessica James perdendo contro Melanie Cruise ed Annie Social. L'11 aprile 2010, come parte del Volume 31, Rachel ha avuto un No DQ Match con Daffney che ha perso. È riuscita ad ottenere la sua prima vittoria in SHIMMER facendo sottomettere Kellie Skater nel Volume 32.
L'11 settembre 2010 ha ottenuto la sua prima vittoria in Tag con Jessica James sconfiggendo il team debuttante di Athena e Jessie Brook con un Gory Bomb/Cutter Combo. Nel Volume 34 ha avuto una nuova title shot ai titoli di coppia di Portia Perez e Nicole Matthews ma questa volta ha perso l'occasione quando è stata distratta da Daffney a bordo ring. Ha avuto un altro match importante in SHIMMER lottando contro la former SHIMMER Champion Sara Del Rey perdendo per sottomissione dopo un juji-gatame.

### JAPW Women's Division
Rachel Summerlyn ha fatto il suo tanto atteso debutto per la JAPW Women's Division il 9 gennaio 2010 in un match con Ayako Hamada. Anche se Rachel è riuscita a tenerle testa ha perso contro Hamada ma vista la sua performance sarà nuovamente bookata in futuro..

### ACW e Texas Indys
Rachel ha continuato a lavorare per la Anarchy Championship Wrestling come personaggio di spicco in Austin, Texas. Nel 2009 lei e Jessica James hanno formato il Rachel e Jessica's Excellent Tag Team. Hanno fatto coppia contro le Canadian NINJAS per gli SHIMMER Tag Team Titles il 18 ottobre 2009 nella prima difesa del titolo delle Canadian NINJAS. Hanno fatto poi coppia il 21 febbraio in un match perso contro Gary Jay e Davey Vega. A marzo Rachel è apparsa in diverse promotions inclusa la Victory Crown Championship Wrestling dove ha fatto coppia con Darin Childs sconfiggendo Robert Evans, e la Insane Hardcore Wrestling Entertainment dove ha difeso con successo l'ACW America Joshi Title contro Lillie Mae. Il 29 maggio Rachel ha perso l'American Joshi Title contro Athena ma l'ha velocemente conquistato dopo due settimane. Ha perso l'ACW American Joshi Title contro Daffney il 27 giugno 2010 nel primo round dell'ACW Queen of Queens Tournament. Summerlyn e Jessica riceveranno una title shot agli ACW Tag Team Titles il 18 luglio.

## In wrestling
- Finishing moves
  - Gory Bomb
  - Peroxide Plunge / Floor Tomed (Reverse STO)[1]
  - Summerlyn Out (Cloverleaf)[1]
- Signature moves
  - Implant DDT[1]
  - Russian leg sweep
  - Tough Life (Swinging cradle suplex)[1]
  - Toxic Shock Syndrome (Elevated DDT, a volte eseguito su una sedia)

## Titoli e riconoscimenti
- Anarchy Championship Wrestling
  - ACW-IWA Texas Tag Team Championship (1 time) – con Skylar Skelly[1]
  - ACW American Joshi Championship (2 time)
- Independent Wrestling Association Mid-South
  - Volcano Girls 2